# Rothenbuch
Rothenbuch es un municipio alemán ubicado en el distrito de Aschaffenburg, en la región administrativa de Baja Franconia (Baviera). Tiene una población estimada, a fines de 2020, de 1761 habitantes.
Está situado en medio de la región Rin-Meno, entre Fráncfort y Wurzburgo, a unos 40 minutos en automóvil desde el aeropuerto de Fráncfort del Meno.